# Samyj lutjsjij den
Samyj lutjsjij den (russisk: Самый лучший день) er en russisk spillefilm fra 2015 af Zjora Kryzjovnikov.

## Medvirkende
- Dmitrij Nagijev som Petja Vasjutin
- Olga Serjabkina som Alina Sjopot
- Julija Aleksandrova som Olja
- Sergej Lavygin som Valentin
- Inna Tjurikova som Ljubov Vasjutina